# Hanahoe
Hanahoe ("Grupo de Uno") fue un grupo privado no oficial de oficiales militares en Corea del Sur encabezados por Chun Doo-hwan, quien más tarde se convertiría en Presidente. Los miembros eran en su mayoría egresados de la undécima clase de la Academia Militar de Corea en 1955. Hanahoe formaba el núcleo del grupo que finalmente tomó el control de la presidencia y el gobierno de Choi Kyu-hah, poniendo fin a la Cuarta República. Después de su captura inicial de poder el 12 de diciembre de 1979, esta organización política privada mantuvo una gran influencia en la política surcoreana a lo largo de la década de 1980, pero más tarde fue disuelta por la fuerza cuando Chun Doo-hwan y Roh Tae-woo fueron sometidos a juicio a mediados de la década de 1990, poco después de que Kim Young-sam se convirtiera en presidente.
- Datos: Q5646846